# Brachyscome nodosa
Brachyscome nodosa là một loài thực vật có hoa trong họ Cúc. Loài này được P.S.Short & Kuniaki Watan. mô tả khoa học đầu tiên năm 1993.